# Дајана Сера Кери
Дајана Сера Кери (рођена Пеги-Џин Монтгомери; 29. октобар 1918, Сан Дијего, Калифорнија – 24. фебруар 2020, Гастин, Калифорнија), позната као Бејби Пеги, била је америчка дечја филмска глумица, учесница у водвиљима, ауторка и историчарка немог филма. Била је последња преживела особа са значајном каријером у немим филмовима.
Бејби Пеги је била једна од три главне америчке дечје звезде холивудске ере немог филма, заједно са Џеки Куганом и Бејби Мари. Између 1921. и 1924. снимила је преко 150 кратких филмова за Century Film Corporation. Године 1922. примила је преко 1,2 милиона писама обожаватеља, а од 1924. је прозвана „Бејби од милион долара“ због своје годишње плате од 1,5 милиона долара (27,5 долара милиона 2024. године). Упркос њеној слави и богатству из детињства, њени родитељи су лоше управљали њеним финансијама и када је постала пунолетна, она је била сиромашна и радила као статиста до 1930-их.
Пошто се од младости интересовала за писање и историју, Монтгомери је у каснијим годинама пронашла другу каријеру као писац и историчар немог филма под именом Дајана Сера Кери. Била је ауторка неколико књига укључујући њен историјски роман The Drowning of the Moon. Била је и заговорница права деце глумаца.

## Младост
Рођена је 29. октобра 1918. у Сан Дијегу у Калифорнији као Пеги-Џин Монтгомери, друга ћерка Меријан (рођена Бакстер) и Џека Монтгомерија. Док неки извори погрешно наводе њено рођено име као Маргарет, сама Кери у својој аутобиографији напомиње да је она заиста рођена као Пеги-Џин. Она је даље објаснила да су римокатоличке часне сестре у  болници где се родила препоручиле име Маргарет јер је Пеги било паганско име. Њени родитељи су одбили тај предлог. Њена старија сестра, званично названа Џек-Луиз (1916–2005), звала се Луиз или повремено Џеки.

## Каријера

### Глума
Бејби Пеги је "откривена" са 19 месеци, када је посетила студије Century на Сансет булевару у Холивуду са својом мајком и њеном пријатељицом. Њен отац, Џек, бивши каубој и чувар парка, радио је као каскадер и заменик Тома Микса у бројним његовим каубојским филмовима. Импресиониран Пегиним добрим понашањем и спремношћу да следи упутства свог оца, редитељ Фред Фишбек ју је ангажовао да се појави у серији кратких филмова са звездом псом Браунијем - чудесним псом. Први филм, Playmates из 1921, био је успешан, а Пеги је потписала дугорочни уговор са корпорацијом Century.
Између 1921. и 1924. Пеги је снимила близу 150 кратких комедија за Century. Њени филмови су често сатирично приказивали целовечерње филмове, друштвена питања и звезде тог доба; у једном, Peg O' The Movies, сатирирала је и Рудолфа Валентина и Полу Негри. Такође се појављивала у филмским адаптацијама романа и бајки, као што су Ивица и Марица и Џек и пасуљ, савременим комедијама и неколико дугометражних филмова.
Године 1923. Пеги је почела да ради за Universal Pictures, појављујући се у целовечерњим драмским филмовима. Међу њеним делима из ове епохе били су The Darling of New York, у режији Кинга Багота, и прва екранизација Captain January. У складу са њеним статусом звезде, Пегини филмови су произведени и пласирани на тржиште као „Драгуљи Universal-а“, најпрестижнија и најскупља класификација студија. Током овог периода, такође је глумила у Helen's Babies, поред Кларе Боу.
Када није снимала, ишла је на опсежне турнеје широм земље како би промовисала своје филмове. Такође је била представљена у неколико кратких скечева на великим позорницама у Лос Анђелесу и Њујорку, укључујући Грауманово позориште од милион долара и Хиподром. Њен лик се појављивао на насловним странама часописа и коришћен је у рекламама за различите послове и добротворне кампање. Такође је проглашена за званичну маскоту Демократске конвенције 1924. у Њујорку, а стајала је на бини машући заставом Сједињених Држава поред Френклина Делана Рузвелта.
До своје пете године имала је сопствену линију различитих одобрених предмета, укључујући лутке са њеним ликом, песме, накит, па чак и млеко.
Као дете, Френсис Гам (касније Џуди Гарланд ) поседовала је најмање једну лутку Бејби Пеги. Кери се касније спријатељила са Џуди и написала је у својој аутобиографији да верује да је Џудина мајка желела славу за своју децу на основу успеха Бејби Пеги.
Док је била под уговором са компанијама Century и Universal, Пеги је имала импресивну плату. Њени родитељи су управљали свим финансијама, а новац је потрошен на скупе аутомобиле, куће и одећу. Ништа није издвојено за добробит или образовање Пеги или њене сестре. И сама Пеги је била плаћена један новчић за сваки наступ у водвиљу. Због непромишљеног трошења и корумпираних пословних партнера њеног оца, њено целокупно богатство је нестало пре него што је ушла у пубертет. Када је друга дечја звезда Џеки Куган тужила своје родитеље 1938. године, Пегини родитељи су је питали да ли ће и она учинити исто. Верујући да то неће донети ништа добро, Пеги није покренула правни поступак. Куганов случај, и случајеви попут Бејби Пеги, на крају су инспирисали Куганов закон ради заштите зараде деце глумаца.

### Услови рада
Пегини услови рада, како је описано у каснијим интервјуима и њеној аутобиографији, били су тешки. Као мала радила је осам сати дневно, шест дана у недељи. Од ње се генерално захтевало да изводи сопствене вратоломије, што је укључивало држање под водом у океану све док се није онесвестила (Sea Shore Shapes), бег из запаљене собе (The Darling of New York) и вожњу испод вагона (Miles of Smiles). Док је била у Century-ју, такође је била сведок неколико случајева окрутности према животињама и видела је тренера кога је на смрт згњечио слон.
Школовање и за Пеги и за њену сестру Луиз је у најбољем случају било спорадично. Ни једна ни друга нису похађале школу до краја ере водвиља; за своје средње образовање, радиле су да би платиле школарину за школу која је нудила флексибилне распореде и омогућавала им да наставе да играју у филмовима.
Каријеру Бејби Пеги контролисао је њен отац, који ју је свакодневно пратио у студио и доносио сваку одлуку о њеним уговорима. Њен отац је често тврдио да Пегин успех није заснован на њеном сопственом таленту, већ на њеној способности да без поговора следи наређења.

### Гашење филмске каријере и сценски рад
Филмска каријера Бејби Пеги нагло је прекинута 1925. године када се њен отац посвађао са продуцентом Солом Лесером због њене плате и отказао јој уговор. Она се у суштини нашла на црној листи због поступака њеног оца, и успела је да добије само још једну улогу у немим филмовима, мању улогу у филму April Fool 1926. године.
Од 1925. до 1929. Пеги је имала успешну каријеру у водвиљима. Иако је њена рутина, која је укључивала комични скеч, певање и драмски монолог, у почетку наишла на скептицизам, убрзо је постала популарна и поштована. Мада јој је због младости било забрањено да игра у бродвејском Palace Theatre, на сцени се појавила као специјална гошћа. Пеги и њена породица су обилазиле Сједињене Државе и Канаду, наступајући на великим местима, све док се породица није уморила од турнеје.
Док је била на водвиљу, Пеги је често била болесна од упале крајника и других болести; ипак је наставила са радом. У Шта се догодило Бејби Пеги? написала је: „У неколико наврата сам изашла на сцену тако болесна да су морали да ставе кофе на бину: у једну сам повратила пре него што сам ушла, а у другу када сам изашла, пре него што сам се пресвукла и изашла за мој бис“. Њена мајка се плашила за њено здравље, још један разлог за напуштање грубог живота на турнејама.
Пегини родитељи су наставили да превише троше након што је избачена из филмске индустрије, трошећи на непотребан луксуз већи део од 2 милиона долара које је зарадила. Пегин отац је планирао да купи ранч и претвори га у луксузно одмаралиште. Међутим, крах берзе 1929. одмах је зауставио планове. Монтгомеријеви су морали да продају своју кућу на Беверли Хилсу и, након што су положили депозит од 75.000 долара на земљиште и постојећу имовину, преселили су се у рурални Вајоминг где су живели у близини планина Јелм. Пеги је сматрала да је промена темпа освежавајућа и надала се да су њени дани на сцени готови. Међутим, породица се борила да заради за живот и, као последњи покушај, вратила се у Холивуд раних 1930-их, на велику жалост тинејџерке Пеги. Она је у интервјуу 2012. године изјавила да је била плаћена три долара дневно, а многи од осталих статиста били су друге звезде са којима је одрасла, а колективно су сматрали да је посао попут рада „робова на галијама“.
Пеги је позирала за рекламне фотографије са Дагласом Фербанксом старијим и потписала уговор са новим менаџером. Породица је користила купоне за храну из Фонда за помоћ филмским глумцима. Школски одбор Лос Анђелеса је изјавио да Пеги мора да иде у школу, и прво је била уписана у школу са флексибилним часовима за децу глумце, и била је другарица из разреда са Мики Рунијем и Џуди Гарланд. Касније је похађала средњу школу Ферфакс док је цела породица била приморана да ради додатни посао. Мрзела је рад на екрану и повукла се убрзо након што се појавила у филму Having Wonderful Time 1938.
У пролеће 1940. године, Пегина каријера је достигла низак ниво; новинар Волтер Винчел је у својој колумни На Бродвеју известио да Пеги и њен супруг Гордон Ејрес сада живе у малој намештеној соби у Њујорку, само са крофнама за јело. Гордон Ејрес је радио као бармен док је Пеги тражила посао на екрану.

## Пост-глумачке године
Пеги се удала за Гордона Ејреса 1938. и неколико година касније усвојила је име Дајана Ејрес у покушају да се дистанцира од имиџа Бејби Пеги. Радећи у то време као писац за радио емисије, открила је да су људи који су открили њен идентитет били више заинтересовани за њену личност Бејби Пеги него за њене способности писања. Касније је променила име у Дајана Сера Кери објашњавајући: „Након мог развода од Гордона Ејреса и када сам постала католкиња, узела сам Сера као своје име. Када сам се удала за Боба, мог другог мужа, постала сам госпођа Кери.“
Након глуме, радила је као оператер на централи, чиновник у књижари и менаџер продавнице поклона пре него што је почела да се бави писањем.
На крају, након година емоционалне борбе и отвореног исмевања холивудских инсајдера и медија, Кери се помирила са својом прошлошћу Бејби Пеги. Имала је успешну каријеру као издавач, историчар и писац на холивудске теме, пишући, између осталог, аутобиографију свог живота као дечје звезде, Шта се догодило Бејби Пеги: Аутобиографија холивудске дечје звезде и биографију њеног савременика и ривала Jackie Coogan: The World's Boy King: A Biography of Hollywood's Legendary Child Star.
Као одрасла особа, Кери је радила на бројним књигама о раној филмској индустрији, холивудским каубојима и тешким условима рада за децу - звезде у Холивуду. На крају сопствене аутобиографије, она прича о судбинама бројних дечијих звезда, укључујући Џуди Гарланд и Ширли Темпл. Залагала се и за реформе закона о заштити деце извођача као чланица организације „A Minor Consideration“.
Кери се појавила у бројним телевизијским документарцима и интервјуима о свом раду, а гостовала је на фестивалима немог филма. У 99. години, Кери је сама објавила свој први роман, The Drowning of the Moon.

## Лични живот
Са седамнаест година, покушавајући да побегне од филмске индустрије и планова својих родитеља за њен живот, Кери је побегла од куће и изнајмила стан са сестром Луиз. Удала се за глумца Гордона Ејреса, којег је упознала на снимању филма Ah, Wilderness!, 1938. године. Развели су се 1948. Године 1954. удала се за уметника Роберта "Боба" Керија (понекад се наводи као Боб Кери). Имали су једног сина Марка. Остали су у браку до Керијеве смрти 2001. Живела је у Гастину, у Калифорнији, близу Модеста, дуги низ година.

## Смрт
Пеги је умрла у свом дому у Гастину у Калифорнији 24. фебруара 2020. године у 101. години.

## Почасти
Дана 8. новембра 2008, десет дана након њеног 90. рођендана, Кери је одликована у Едисон театру у Фримонту, у Калифорнији, уз пројекцију два њена дугометражна филма, Helen's Babies и Captain January.
Отисци и потпис Дајане Сере Кери сачувани су у цементу испред Виста театра у Источном Холивуду. Филм Бејби Пеги „Tips“ био је први филм приказан у биоскопу када је отворен 1923.
Од 2012. било је покушаја да Кери добије звезду на Холивудској стази славних кроз кампању прикупљања средстава, али то још није успело. Дана 3. децембра 2012. године, Turner Classic Movies је први пут представио документарац Baby Peggy: The Elephant in the Room из 2011. и од тада се приказивао у разним приликама, као на пример уз прво емитовање верзије филма The Family Secret 25. октобра 2015. поводом Кериног 97. рођендана.

## Филмови
Огромна већина филмова Бејби Пеги није преживела, а изгубљени су и записи везани за њихову продукцију. Century студији су изгорели 1926. Поред тога, још једна старија глумица по имену Пеги Монтгомери (1904–1989) била је активна у холивудским вестерн филмовима између 1924. и 1929. године; њени филмови се повремено мешају са филмовима Бејби Пеги. Филмографије на главним веб локацијама су непотпуне, а понекад и нетачне, због ових фактора.
Велики број кратких филмова Бејби Пеги, укључујући Playmates, Miles of Smiles и Sweetie, откривено је и сачувано у филмским архивама широм света, укључујући Музеј модерне уметности у Њујорку. Целовечерњи филмови The Family Secret, April Fool, Captain January и Helen's Babies су такође преживели, тренутно су у јавном власништву.
Године 2016. објављено је да је њен изгубљени филм из 1924. Our Pet поново откривен у Јапану.